# سن فروتوسو
سن فروتوسو (به ایتالیایی: San Fruttuoso) یک منطقهٔ مسکونی در ایتالیا است که در لمباردی واقع شده‌است. سن فروتوسو ۱۶۲ متر بالاتر از سطح دریا واقع شده‌است.